# Heinrich Wagner (Schachspieler)
Heinrich Wagner (* 9. August 1888 in Hamburg; † 24. Juni 1959 ebenda) war ein deutscher Schachspieler.
Von Beruf war Heinrich Wagner Oberstudienrat. Nach dem Ersten Weltkrieg spielte er für die Kieler Schachgesellschaft von 1884. Im Jahr 1921 gewann er in Kiel ein Meisterturnier vor Friedrich Sämisch, beim Schachkongress des Deutschen Schachbundes 1923 in Frankfurt am Main belegte er hinter Ernst Grünfeld gemeinsam mit Ehrhardt Post den zweiten Platz. 1925 war er mit Akiba Rubinstein auf dem geteilten dritten Platz bei der Deutschen Einzelmeisterschaft in Breslau, die Efim Bogoljubow vor Aaron Nimzowitsch gewann. 1926 in Wien gewann er gemeinsam mit Karl Gilg, 1930 ein Turnier in Hamburg, im gleichen Jahr besiegte er in Hamburg Herbert Heinicke in einem Wettkampf mit 8,5:3,5. Für Deutschland spielte er bei den Schacholympiaden 1927, 1928, 1930 und 1931. Die deutsche Nationalmannschaft gewann mit ihm 1930 in Hamburg die Bronzemedaille.
Im Jahr 1953 wurde ihm vom Weltschachbund der Titel Internationaler Meister (IM) verliehen. Als beste historische Elo-Zahl wurde der Wert 2585 für das Jahr 1925 ermittelt. Damals gehörte er unter Berücksichtigung der zweifelhaften Berechnungsgrundlagen einer historischen Elo-Zahl zu den weltweit besten zwanzig Schachspielern. Ihm zur Ehre wurde 1959 in Kiel ein Heinrich-Wagner-Gedächtnisturnier gespielt, welches von dem dänischen IM Jens Enevoldsen vor Rudolf Teschner gewonnen wurde. Wagner war im Besitz einer der weltgrößten Buchsammlungen über Schachturniere.